# ويليام واتسون غودوين
ويليام واتسون غودوين (بالإنجليزية: William Watson Goodwin)‏ هو باحث في تاريخ العصور الكلاسيكية وأستاذ جامعي أمريكي، ولد في 9 مايو 1831 في كونكورد في الولايات المتحدة، وتوفي في 15 يونيو 1912 في كامبريدج في الولايات المتحدة.